# Haloragis heterophylla
Haloragis heterophylla är en slingeväxtart som beskrevs av Adolphe-Théodore Brongniart. Haloragis heterophylla ingår i släktet Haloragis och familjen slingeväxter. Inga underarter finns listade i Catalogue of Life.

## Bildgalleri

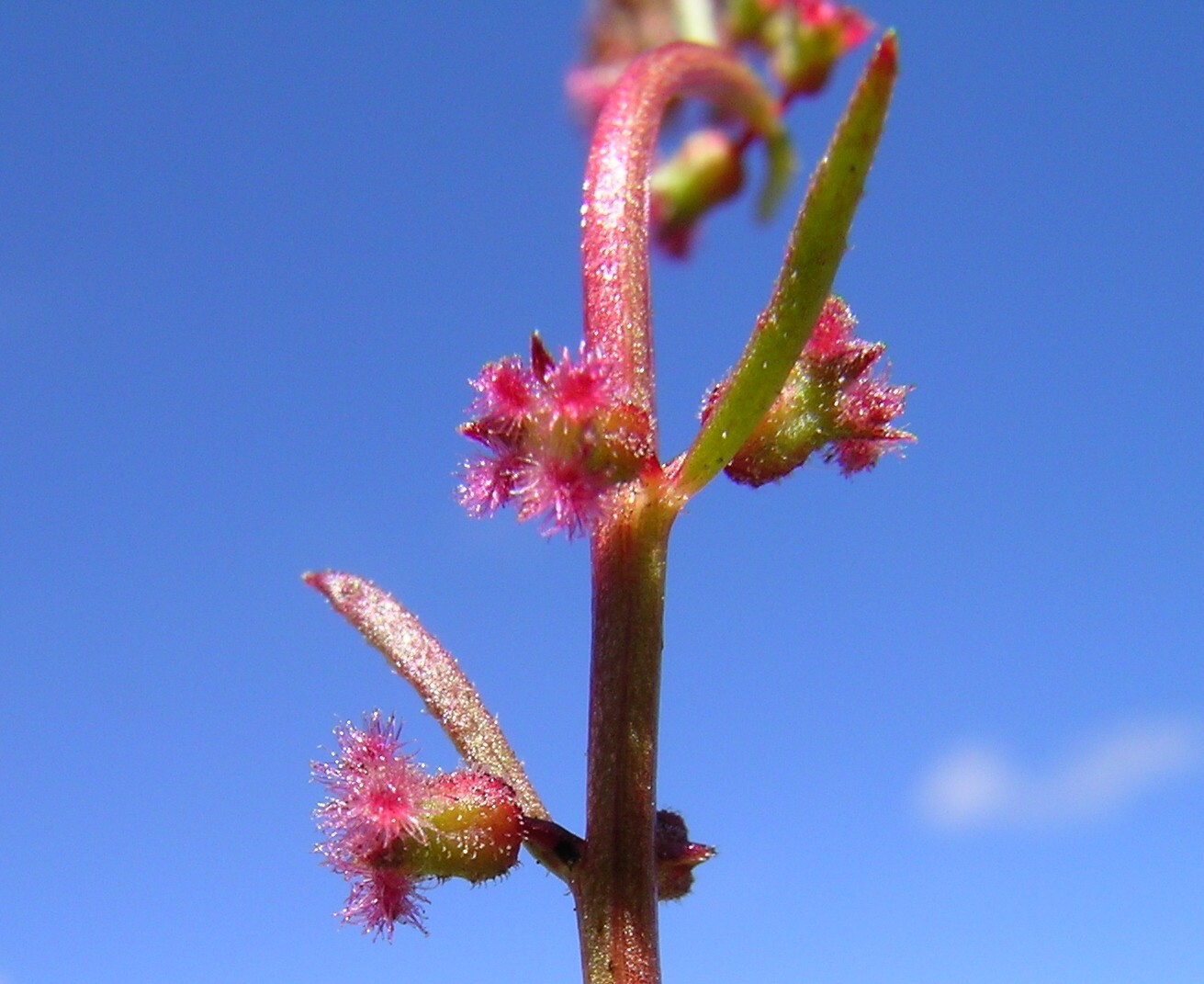